# Ibn Eddine Zerrouki
Pour les articles homonymes, voir Zerrouki.
 (février 2025).
Ibn Eddine Zerrouki (1913-1957) est un cheikh, imam et martyr de la guerre d'Algérie.
Il est né à Ouled Cheikh (hameau à 2 km de Sidi Moussa-Chlef). Il est considéré comme le père spirituel de la révolution au niveau du cœur du Dahra (Sidi Moussa et ses alentours à Chlef). Il faisait partie de l'Association des oulémas musulmans algériens. Et comme il était un véritable ouléma (imam et cheikh en même temps), il apprenait à ses élèves les méthodes et techniques de la guerre, ainsi que le Coran. Marié deux fois, la 1re fois avec Zoulikha dont il eut deux enfants : Fayçal(Djillali) qui habite la commune Dahra actuellement et Miassa(Myada) qui habite à Ouled Boughalem w de Mostaganem. Après avoir exécuté Zoulikha, que le conseil de guerre a jugée coupable d'avoir épousé le cousin du chikh alors qu'il vivait toujours à la suite d'une propagande lancée par les autorités coloniales (la mort certaine de cheikh ibn dine Zerrouki), il épousa Lalia Khaldi fille de Haj Zitouni d'Abou lhacene (actuellement en vie) et mariée à son cousin et vit actuellement à Sidi Moussa.